# Marin Popescu
Marin Popescu, född den 27 juli 1973 i Iancu Jianu, Rumänien, är en rumänsk kanotist.
Han tog bland annat VM-brons i K-1 1000 meter i samband med sprintvärldsmästerskapen i kanotsport 1993 i Köpenhamn.